# Маргарита (Колумбия)
Маргарита (исп. Margarita) — город и муниципалитет на севере Колумбии, на территории департамента Боливар.

## История
Поселение, из которого позднее вырос город, было основано в 1600 году. Название города связано с именем Маргариты Дуран де Когольо (Margarita Duran de Cogollo) владелицы участка земли, на котором был заложен населённый пункт. Муниципалитет Маргарита был выделен в отдельную административную единицу в 1882 году.

## Географическое положение

Муниципалитет Маргарита

Город расположен на востоке центральной части департамента, на левом берегу рукава Момпос реки Магдалена, на расстоянии приблизительно 186 километров к юго-востоку от города Картахена, административного центра департамента. Абсолютная высота — 28 метров над уровнем моря.

Муниципалитет Маргарита граничит на юго-востоке с территорией муниципалитета Атильо-де-Лоба (восточная часть), на юге — с муниципалитетами Барранко-де-Лоба и Пинильос, на юго-западе — с муниципалитетом Атильо-де-Лоба (западная часть), на западе — с муниципалитетом Сан-Фернандо, на севере и северо-востоке — с территорией департамента Магдалена. Площадь муниципалитета составляет 295 км².

## Население
По данным Национального административного департамента статистики Колумбии, совокупная численность населения города и муниципалитета в 2015 году составляла 9876 человек.
Динамика численности населения муниципалитета по годам:
| 2005 | 2006 | 2007 | 2008 | 2009 | 2010 | 2011 | 2012 | 2013 | 2014 | 2015 |
| ---- | ---- | ---- | ---- | ---- | ---- | ---- | ---- | ---- | ---- | ---- |
| 9406 | 9401 | 9417 | 9449 | 9488 | 9535 | 9587 | 9656 | 9718 | 9792 | 9876 |

Согласно данным переписи 2005 года мужчины составляли 53,4 % от населения Маргариты, женщины — соответственно 46,6 %. В расовом отношении белые и метисы составляли 90,1 % от населения города; негры, мулаты и райсальцы — 0,9 %.
Уровень грамотности среди всего населения составлял 71,8 %.

## Экономика
Основу экономики Маргариты составляет сельское хозяйство. Главный продукт экспорта — апельсины.

42,9 % от общего числа городских и муниципальных предприятий составляют предприятия сферы обслуживания, 26,5 % — предприятия торговой сферы, 30,6 % — предприятия иных отраслей экономики.